# 中貫村
中貫村（なかぬきむら）は、かつて新潟県古志郡にあった村。

## 沿革
- 1889年（明治22年）4月1日 - 町村制施行に伴い古志郡中沢村、中沢善兵衛組、戸左衛門村、長右衛門村、谷内村、野崎村、東片貝村、西片貝村、成願寺村が合併し、中貫村が発足。
- 1901年（明治34年）11月1日 - 古志郡栖吉村と合併し、栖吉村を新設して消滅。